# Instant Party
Instant Party, album utgivet 1962 av The Everly Brothers. Instant Party var duons sjunde LP och den fjärde på skivbolaget Warner Brothers.
På den brittiska listan nådde albumet 20:e plats.

## Låtlista
Singelplacering i Billboard inom parentes. Placering i England=UK

### Sid A
1. Step It Up And Go (Jimmy Howard)
2. Love Makes The World Go 'Round (Bobb Merri)
3. Jezebel (Wayne Shanklin)
4. True Love (Cole Porter)
5. Bye Bye Blackbird (Dixon/Henderson)
6. When It's Night-Time In Italy It's Wednesday Over Here) (Kendis/Brown)

### Sid B
1. Oh! My Papa (Burkhard/Turner/Parsons)
2. Trouble In Mind (Richard M. Jones)
3. Autumn Leaves (Prevert/Kosma/Mercer)
4. Long Lost John (arrangerad av Ike Everly)
5. The Party's Over (Styne/Comden/Green)
6. Ground Hawg (arrangerad av Ike Everly)

När skivbolaget Warner Brothers återutgav albumet 2001 parades Instant Party ihop med albumet Both Sides Of An Evening på en CD. Dessutom fanns nedanstående åtta bonusspår på skivan:
1. It's Been Nice (Goodnight) (Doc Pomus/Mort Shuman)
2. The Sheik Of Araby (Ted Snyder/Harry Smith/Wheeler)
3. Gran Mamou (okänd upphovsman)
4. Hernando's Highway (Richard Adler/Jerry Ross) (tidigare outgiven)
5. That's Old Fashioned (That's The Way Love Should Be) (Giant/Baum/Kaye) (#9, UK #12)
6. Crying In The Rain (Howard Greenfield/Carole King) (#6, UK #6)
7. I'm Not Angry (Jimmy Howard)
8. He's Got My Sympathy (första inspelade versionen) (Gerry Goffin/Keller)